# Последний вампир (фильм, 2009)
«Последний вампир» (яп. ラスト・ブラッド, англ. Blood: The Last Vampire) — фантастический боевик режиссёра Криса Наона, снятый по мотиву аниме «Blood: The Last Vampire». Слоган фильма: Where evil grows she preys. Премьера состоялась 2 апреля 2009 года. Рейтинг MPAA: детям до 17 лет обязательно присутствие родителей.

## Сюжет
Работающий на правительство вампир командирован в спецшколу и обнаруживает, что один из учеников — замаскированный демон.

## В ролях
- Джианна Чон — Сая
- Колин Сэмон — мистер Пауэлл
- Эллисон Миллер — Элис Макки
- Лиам Каннингем — Майкл
- Джей Джей Филд — Люк
- Коюки — Онигэн
- Ясуаки Курата — Като Такатора
- Ларри Ламб — генерал Макки
- Масьела Луша — Шерон